# T98G

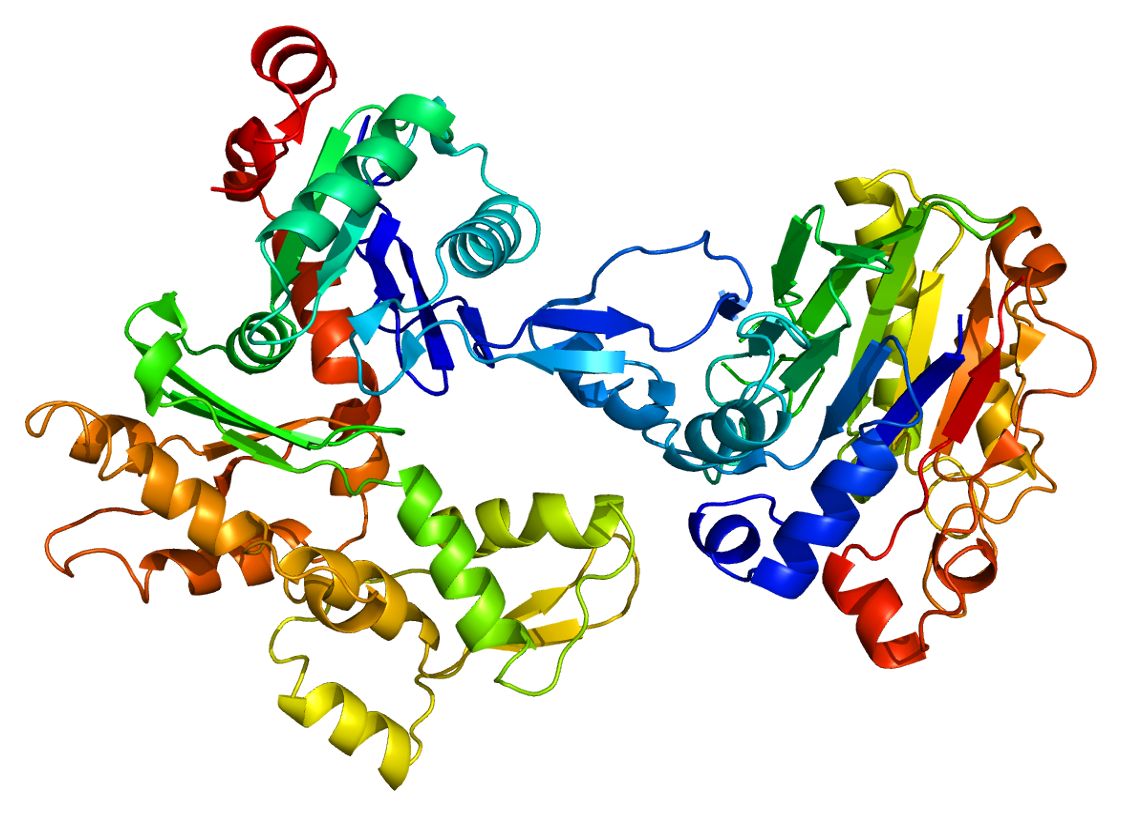
參與肌肉收縮的ACTAA2蛋白在T98G細胞系中大量表達

T98G是應用於腦癌研究和藥物開發的人類膠質母細胞瘤細胞系，最初分離自61歲的男性膠質母細胞瘤患者。T98G細胞具有超五倍體的染色體數，模態數範圍為128至132。這些細胞在小鼠中沒有致瘤性，但在細胞培養中具有適當的錨定性時可以進行增殖。T98G細胞的其中一個特點是高度表達着ACTA2，而該基因參與着肌肉收縮活動。T98G細胞是T98親本細胞系的多倍體變體，在穩態條件下可以停留在細胞週期中的G1期。目前已經研究了T98G細胞和A172細胞的藥物細胞毒性，發現它們都對順鉑（一種非特異性藥物）具有抗性，並且通過病毒介導的p53蛋白產生，具有更高的細胞毒性作用。

## 外部連結
- Cellosaurus entry for T98G（页面存档备份，存于）